# Индија на Светском првенству у атлетици на отвореном 2023.
Индија је учествовала на 19. Светском првенству у атлетици на отвореном 2023. одржаном у Будимпешти од 19. до 27. августа деветнаести пут, односно, учествовала је на свим првенствима до данас. Репрезентацију Индије представљало 25 такмичара (21 мушкарац и 4 жене) који су се такмичили у 15 дисциплина (11 мушких и 4 женске).,.
На овом првенству Индија је по броју освојених медаља делила 18. место са 1 златном медаљом. У табели успешности према броју и пласману такмичара који су учествовали у финалним такмичењима (првих 8 такмичара) Индија је са 4 учесника у финалу заузела 21. место са 19 бодова.
| Плас. | Земља  | 1. место | 2. место | 3. место | 4. место | 5. место | 6. место | 7. место | 8. место | Бр. финал. | Бод. |
| ----- | ------ | -------- | -------- | -------- | -------- | -------- | -------- | -------- | -------- | ---------- | ---- |
| 11.   | Индија | 1        | 0        | 0        | 0        | 2        | 1        | 0        | 0        | 4          | 19   |

## Учесници
| Мушкарци: - Кришан Кумар — 800 м - Аџај Кумар Сарој — 1.500 м - Сантош Кумар Тамиларасан — 400 м препоне - Авинаш Мукунд Сабле — 3.000 м препреке - Мухамед Анас Јахија — 4х400 м - Амој Јакоб — 4х400 м - Мухамед Ајмал Варијатоди — 4х400 м - Раџеш Рамеш — 4х400 м - Викаш Синг — 20 км ходање - Парањит Синг Бишт — 20 км ходање - Акашдип Синг — 20 км ходање - Рам Бабу — 35 км ходање - Сарвеш Анил Кушаре — Скок увис - Џесвин Олдрин — Скок удаљ - М.Сришанкар — Скок удаљ - Абдула Абобакер Наранголинтевида — Троскок - Правин Читравел — Троскок - Eldhose Paul — Троскок - Neeraj Chopra — Бацање копља - Кишор Јена — Бацање копља - Д. П. Ману — Бацање копља | Жене: - Jyothi Yarraji — 100 м препоне - Парул Чаудхри — 3.000 м препреке - Шели Синг — Скок удаљ - Ану Рани — Бацање копља |

## Освајачи медаља (1)

### Злато (1)
- Neeraj Chopra — Бацање копља

## Резултати

### Мушкарци
| Атлетичар                                                           | Дисциплина       | Лични рекорд | Квалификације       | Квалификације | Полуфинале            | Полуфинале            | Финале                | Финале       | Детаљи |
| Атлетичар                                                           | Дисциплина       | Лични рекорд | Резултат            | Место         | Резултат              | Место                 | Резултат              | Место        | Детаљи |
| ------------------------------------------------------------------- | ---------------- | ------------ | ------------------- | ------------- | --------------------- | --------------------- | --------------------- | ------------ | ------ |
| Кришан Кумар                                                        | 800 м            | 1:45,88      | 1:50,36             | 7. у гр. 1    | Нису се квалификовали | Нису се квалификовали | Нису се квалификовали | 53 / 60 (61) |        |
| Аџај Кумар Сарој                                                    | 1.500 м          | 3:39,19      | 3:38,24 ЛР          | 13. у гр. 3   | Нису се квалификовали | Нису се квалификовали | Нису се квалификовали | 35 / 58      |        |
| Сантош Кумар Тамиларасан                                            | 400 м препоне    | 49,09        | 50,46               | 7. у гр. 3    | Нису се квалификовали | Нису се квалификовали | Нису се квалификовали | 36 / 41 (42) |        |
| Авинаш Мукунд Сабле                                                 | 3.000 м препреке | 8:11,20 НР   | 8:22,24             | 7. у гр. 1    |                       |                       | Није се квалификовао  | 14 / 37      |        |
| Мухамед Анас Јахија Амој Јакоб Мухамед Ајмал Варијатоди Раџеш Рамеш | 4 x 400 м        | 3:00,25 НР   | 2:59,05 КВ, АЗР, НР | 2. у гр. 1    | 2:59,92               | 5 / 17                |                       |              |        |
| Викаш Синг                                                          | 20 км ходање     | 1:20:05      |                     |               |                       |                       | 1:31:58               | 27 / 43 (45) |        |
| Парањит Синг Бишт                                                   | 20 км ходање     | 1:20:08      | 1:24:02             | 35 / 43 (45)  |                       |                       |                       |              |        |
| Акашдип Синг                                                        | 20 км ходање     | 1:19:55 НР   | 1:31:12             | 47 / 47 (50)  |                       |                       |                       |              |        |
| Рам Бабу                                                            | 35 км ходање     | 2:29:56 НР   | 2:39:07             | 27 / 33 (49)  |                       |                       |                       |              |        |
| Сарвеш Анил Кушаре                                                  | Скок увис        | 2,27         | 2,22                | 11. у гр. Б   |                       |                       | Није се квалификовао  | 20 / 35 (36) |        |
| Џесвин Олдрин                                                       | Скок удаљ        | 8,36 НР      | 8,00 кв             | 6. у гр. Б    | 7,77                  | 11 / 37 (39)          |                       |              |        |
| М.Сришанкар                                                         | Скок удаљ        | 8,41         | 7,74                | 12. у гр. А   | Нису се квалификовали | 22 / 37 (39)          |                       |              |        |
| Абдула Абобакер Наранголинтевида                                    | Троскок          | 17,19        | 16,61               | 6. у гр. А    | Нису се квалификовали | 15 / 31 (37)          |                       |              |        |
| Правин Читравел                                                     | Троскок          | 17,37        | 16,38               | 11. у гр. Б   | Нису се квалификовали | 20 / 31 (37)          |                       |              |        |
| Eldhose Paul                                                        | Троскок          | 16,99        | 15,59               | 17. у гр. Б   | Нису се квалификовали | 29 / 31 (37)          |                       |              |        |
| Neeraj Chopra                                                       | Бацање копља     | 89,94 НР     | 88,77 КВ, ЛРС       | 1. у гр. А    | 88,17                 |                       |                       |              |        |
| Кишор Јена                                                          | Бацање копља     | 84,38        | 80,55 кв            | 5. у гр. Б    | 84,77 ЛР              | 5 / 34 (37)           |                       |              |        |
| Д. П. Ману                                                          | Бацање копља     | 84,35        | 81,31 кв            | 3. у гр. А    | 84,14                 | 6 / 34 (37)           |                       |              |        |

### Жене
| Атлетичарка    | Дисциплина       | Лични рекорд | Квалификације  | Квалификације | Полуфинале            | Полуфинале            | Финале                | Финале  | Детаљи |
| Атлетичарка    | Дисциплина       | Лични рекорд | Резултат       | Место         | Резултат              | Место                 | Резултат              | Место   | Детаљи |
| -------------- | ---------------- | ------------ | -------------- | ------------- | --------------------- | --------------------- | --------------------- | ------- | ------ |
| Jyothi Yarraji | 100 м препоне    | 12,78        | 13,05(.042)    | 7. у гр. 4    | Није се квалификовала | Није се квалификовала | Није се квалификовала | 29 / 43 |        |
| Парул Чаудхри  | 3.000 м препреке | 9:29,51      | 9:24,29 КВ, ЛР | 5. у гр. 2    |                       |                       | 9:15,31 НР, ЛР        | 11 / 35 |        |
| Шели Синг      | Скок удаљ        | 6,76         | 6,40           | 14. у гр. Б   | Нису се квалификовале | 24 / 34 (36)          |                       |         |        |
| Ану Рани       | Бацање копља     | 63,82 НР     | 57,05          | 11. у гр. А   | Нису се квалификовале | 19 / 34 (36)          |                       |         |        |